# 陳灌
陳灌（1325年—1371年），字子將，明朝廬陵人，官至甯國府知府。

## 生平
元末明初时，陳灌组织乡间武勇，随后归顺朱元璋，擢湖廣行省員外郎，累遷大都督府經歷。随后跟从徐達北征，后擔任甯國知府，期間建立學校、提倡教育，并禁止土地兼併。此外，他還修建灌溉渠道，保護良田，并嚴明律法。洪武四年，召入應天府，不久病亡。有子陳坦。